# La Fille et le Garçon (film, 2022)
Pour plus de détails, voir Fiche technique et Distribution.
La Fille et le Garçon est un film d'amour français réalisé par Jean-Marie Besset, sorti en 2022.

## Synopsis
Un couple de grands bourgeois occitans lettrés s'éprend d'un couple de jeunes immigrés séduisants.
Ces deux couples que tout oppose, sont réunis par un désir d'abattre les murs qui les cloisonnent pour atteindre une nouvelle forme d'idéal amoureux, et découvrir leur identité profonde.
L'amour peut-il naître d'horizons si différents, et de liaisons  aussi dangereuses ?

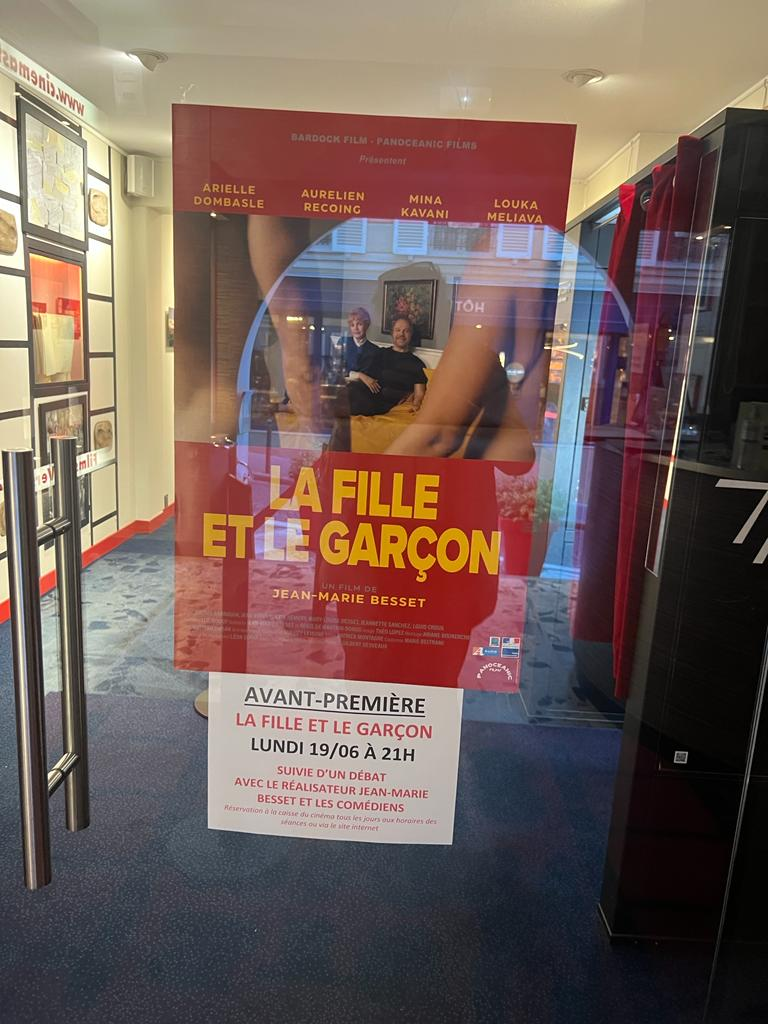
Avant-première au Studio 28 à Paris, le 19 juin 2023

## Fiche technique

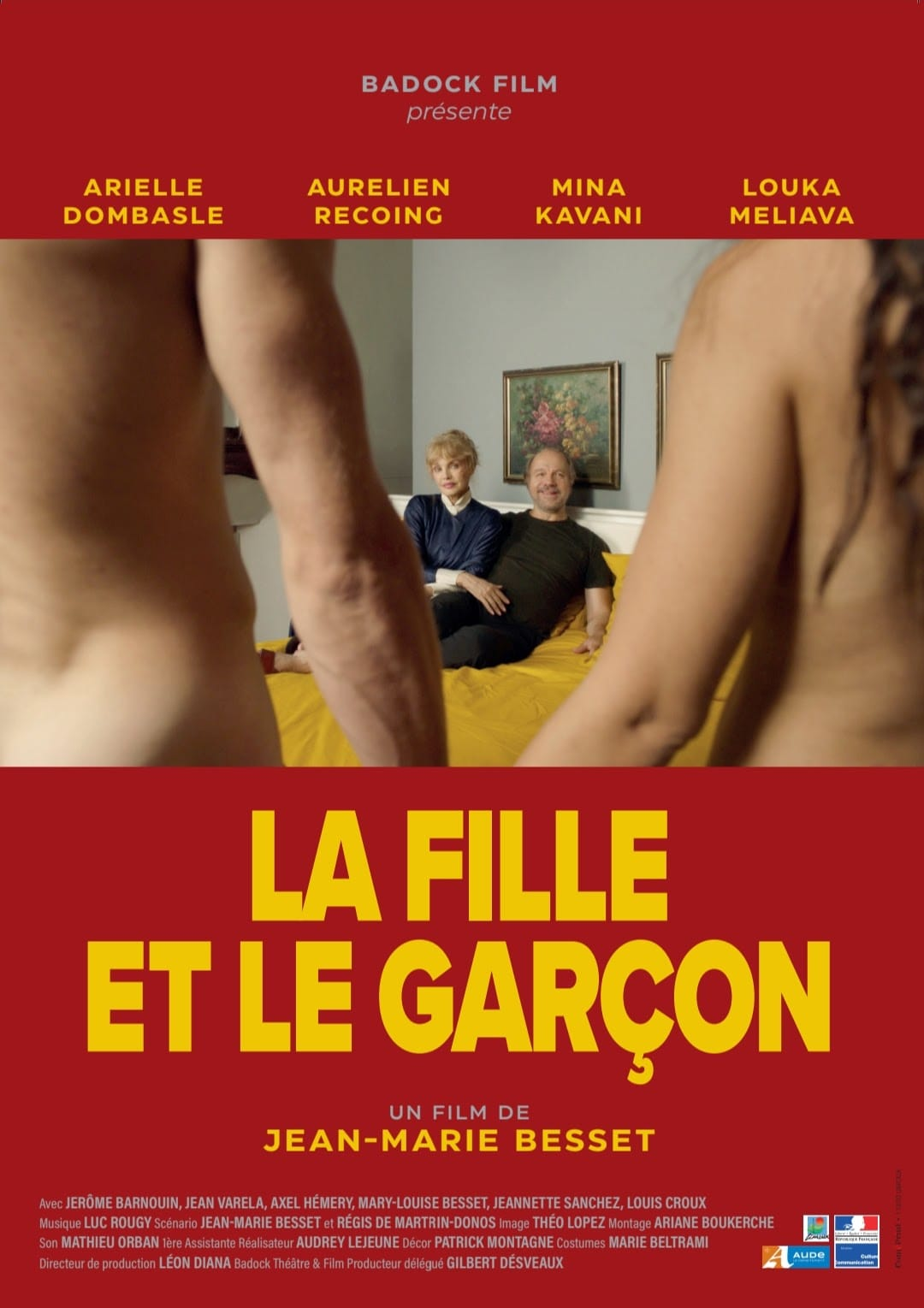
Affiche officielle du film

Sauf indication contraire, les informations mentionnées dans cette section peuvent être confirmées par les bases de données cinématographiques IMDb et Allociné,  présentes dans la section « Liens externes ».
- Titre original : La Fille et le Garçon
- Réalisation : Jean-Marie Besset
- Scénario : Jean-Marie Besset et Régis de Martrin-Donos
- Musique : Luc Rougy
- Décors :  Patrick Montagne
- Costumes : Marie Beltrami
- Photographie : Théo Lopez
- Montage : Ariane Boukerche
- Son : Cyril Legrain
- Production :
- Société de production : Badock Film
- Société de distribution : Panoceanic Films (France)
- Pays de production :  France
- Langue originale : français
- Format : couleur — 1,85:1
- Genre : film d'amour
- Durée : 84 minutes
- Dates de sortie :
  - France : 21 juillet 2022 (Limoux) ; 21 juin 2023 (en salles)
- Classification :
  - France : interdit aux moins de 12 ans

## Distribution
Sauf indication contraire, les informations mentionnées dans cette section peuvent être confirmées par la base de données cinématographiques IMDb,  présente dans la section « Liens externes ».
- Arielle Dombasle : Paula
- Aurélien Recoing : Jean
- Mina Kavani : Malina
- Louka Meliava : Denis
- Jérôme Barnouin : le gardien
- Axel Hémery : (le conservateur du musée)
- Jean Varela

## Lieux de tournage
- Limoux : Hôtel Montesquieu, rue de l'Officialité, Domaine de la Badoque
- Belcastel-et-Buc
- Carcassonne : Bords du Canal du midi.
- Leucate : La falaise
- Toulouse : Musée des Augustins, La Dalbade, Centre ville, Le Mirail.